# Ники Вендола
Ники Вендола (на италиански: Nichi Vendola) е италиански политик от партията Левица екология свобода.

## Ранен живот
Той е роден на 26 август 1958 г. в Терлици, Пулия. От 14-годишен членува в младежката организация на Италианската комунистическа партия.

## Политическа кариера
След като завършва литература, работи като журналист в партийния вестник Унита и става активист на движението за права на хомосексуалните. През 1980 г. Вендола е сред основателите на фондация „Арчигей“, бореща се за равни права, защита от дискриминация и търсене на лечение за СПИН.
Недоволен от декомунизацията на партията през 1991 г., той става член на Партията на комунистическото преосноваване и година по-късно е избран за депутат, какъвто остава в продължение на 13 години.
От 2005 до 2015 г. Вендола е президент на Пулия. През 2005 г. печели вътрешните избори на левицата, а след това изненадващо е избран за президент на традиционно консервативната провинция Пулия. През 2008 г. се кандидатира за лидер на Партията на комунистическото преосноваване, а след неуспеха си основава Движение за левицата. В края на 2009 г. тази партия, заедно с други крайнолеви организации, се обединява в Левица екология свобода.
След убедителното си преизбиране за президент на Пулия през 2010 г. Вендола обявява намерението си да се кандидатира в евентуални вътрешни избори на левицата за кандидат за министър-председател на Италия.
През февруари 2013 г. е избран за народен представител от Пулия в камарата на депутатите. Месец и половина по-късно обаче той си подава оставката.

## Личен живот
От 2004 г. Вендола е обвързан с Едуард Теста. През 2016 г. им се ражда син чрез сурогатно майчинство.